# 叶连娜·叶夫秋霍娃
叶连娜·亚历山德罗芙娜·叶夫秋霍娃（羅馬化：Yelena Aleksandrovna Yevtyukhova；1970年8月7日—）是一位俄罗斯政治家，也是来自楚科奇自治区的国家杜马议员。
在国家杜马里，叶夫秋霍娃被任命为俄罗斯远东和极北发展委员会成员。2021年12月，叶夫秋霍娃改变了委员会的职责，加入了杜马民族委员会。她目前还在巴尔干地区、芬兰和挪威联络代表小组中任职。

## 制裁
巴赫梅季耶夫于2022年因俄乌战争而受到英国、美国财政部和欧盟制裁。